# Pachygnatha leleupi
Pachygnatha leleupi är en spindelart som beskrevs av Lawrence 1952. Pachygnatha leleupi ingår i släktet Pachygnatha och familjen käkspindlar. Inga underarter finns listade i Catalogue of Life.